# Eupterote ornata
Eupterote ornata är en fjärilsart som beskrevs av Felder 1874. Eupterote ornata ingår i släktet Eupterote och familjen Eupterotidae. Inga underarter finns listade i Catalogue of Life.